# Harry Hibbard

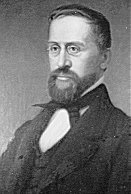
Harry Hibbard

Harry Hibbard (* 1. Juni 1816 in Concord, Vermont; † 28. Juli 1872 in Somerville, Massachusetts) war ein US-amerikanischer Politiker. Zwischen 1849 und 1855 vertrat er den Bundesstaat New Hampshire im US-Repräsentantenhaus.

## Werdegang
Harry Hibbard erhielt eine gute Grundschulausbildung und studierte danach bis 1835 am Dartmouth College in Hanover. Nach einem anschließenden Jurastudium und seiner 1838 erfolgten Zulassung als Rechtsanwalt begann er in Bath in diesem Beruf zu praktizieren. Zwischen 1840 und 1842 war er Verwaltungsangestellter beim Repräsentantenhaus von New Hampshire. Politisch war Hibbard Mitglied der Demokratischen Partei. Zwischen 1843 und 1845 saß er als Abgeordneter im Repräsentantenhaus seines Staates; seit 1844 war er dessen Speaker. In den Jahren 1845, 1847 und 1848 gehörte Hibbard dem Staatssenat an. In den beiden letzten Jahren war er auch Präsident dieser Kammer. 1848 und 1856 nahm er jeweils als Delegierter an den Democratic National Conventions teil.
1848 wurde Hibbard im vierten Distrikt von New Hampshire in das US-Repräsentantenhaus in Washington, D.C. gewählt, wo er am 4. März 1849 die Nachfolge von James Hutchins Johnson antrat. Nach einer Wiederwahl im Jahr 1850 konnte er den vierten Wahlbezirk bis zum 3. März 1853 im Kongress vertreten. Im Jahr 1852 kandidierte er erfolgreich im dritten Distrikt. Dort folgte er am 4. März 1853 auf Jared Perkins von der Whig Party. Da er 1854 auf eine erneute Kandidatur verzichtete, schied Hibbard am 3. März 1855 aus dem Kongress aus.
Nach dem Ende seiner Zeit im Repräsentantenhaus lehnte Hibbard eine Ernennung zum Richter am Obersten Gerichtshof seines Staates ab. Er hat keine weiteren politische Ämter mehr ausgeübt und starb im Jahr 1872 in einem Sanatorium in Somerville (Massachusetts). Harry Hibbard war ein Cousin von Ellery Albee Hibbard (1826–1903), der New Hampshire zwischen 1871 und 1873 im Kongress vertrat.